# 桜田門内の変!?
桜田門内の変!?は、2012年6月に公開された映画。
主演の渡辺裕之による第一回監督作品である。

## 概要
2010年秋公開の映画『桜田門外ノ変』（監督：佐藤純彌／主演：大沢たかお）は、多くの茨城県民が関わって制作された。
本作はその『桜田門外ノ変』の制作過程をモチーフにした映画である。
主演は水戸出身の渡辺裕之。本作品で初めてメガホンを取る。

## あらすじ
茨城県庁に現れた映画プロデューサーと彼の熱意に触発される観光物産課の女性係長は
次第に『桜田門外ノ変』の映画を市民で作ることに向けて邁進していく。

## キャスト
- 渡辺裕之
- 竹内晶子
- KATSUMI
- 朝倉パンチョ久
- ＫＯＴＡ
- 藤間信乃輔
- 綿引瑚恋
- 水柿修一
- 寺門祐樹
- 宇留野仁一
- 塙雅文
- 谷口昭仁
- 堀田ヤスヨ

## スタッフ
- 企画・原案・製作・プロデューサー：市川徹・橘川栄作
- コ・プロデューサー：浦上嘉久
- 監督：渡辺裕之
- 主題歌「蒼い影」歌詞・作曲・唄：白井貴子
- 製作：プロジェクト茨城・Rei23
- 脚本：気仙沼悠希
- 音楽：本田清巳
- 助監督：佐藤朋有子
- 製作担当：谷田部智章
- 撮影：曽根剛・今井哲郎
- 録音：塩原正勝
- メイク：片山りあ子
- 衣装：神津麗子
- スチール：栗原秀典・吉津直人
- 配給：ムービートマト・プロジェクト茨城
- 後援：水戸市・（社）水戸観光協会・日立市
- 協力：茨城県・（一社）いばらき映像文化振興協会